# Diospyros vera
Diospyros vera, ébano de Queensland, es una especie de árbol perteneciente a la familia Ebenaceae.

## Distribución y hábitat
Es un pequeño árbol de Australia que se encuentra en todo Queensland y se extiende hasta el norte de Nueva Gales del Sur y el Territorio del Norte. La planta se encuentra más frecuentemente en zonas costeras y zonas semiáridas en matorrales, bosques de acacias y otros lugares sin frecuentes incendios.

## Descripción
La planta crece como un árbol pequeño o arbusto, con hojas rígidas, brillosas y discolorosas. Los frutos son ovales, amarillos brillosos y con una gama de colores cuando maduros.

## Usos
La madera es muy apreciada para tornería y ebanistería fina. 

## Taxonomía
Diospyros vera fue descrita por (Lour.) A.Chev.   y publicado en Catalogue des plantes du Jardin Botanique de Saigon 31. 1919.
Etimología
Diospyros: nombre genérico que proviene de (διόσπυρον) del griego Διός "de Zeus" y πυρός "grano", "trigo" por lo que significa originalmente "grano o fruto de Zeus". Los autores de la antigüedad usaron el vocablo con sentidos diversos: Teofrasto menciona un   diósp¯yros –un árbol con pequeños frutos comestibles de huesecillo duro–, el que según parece es el almez (Celtis australis L., ulmáceas), y Plinio el Viejo (27.98) y Dioscórides lo usaron como otro nombre del griego lithóspermon, de líthos = piedra y spérma = simiente, semilla, y que habitualmente se identifica con el Lithospermum officinale L. (boragináceas). Linneo tomó el nombre genérico de Dalechamps, quien llamó al Diospyros lotus "Diospyros sive Faba Graeca, latifolia".
vera: epíteto latino que significa "verdadera".
Sinonimia
- Diospyros angustifolia (Miq.) Kosterm.
- Diospyros buxifolia Thouars
- Diospyros compacta (R.Br.) Kosterm.
- Diospyros egbert-walkeri Kosterm.
- Diospyros ferrea (Willd.) Bakh.
- Diospyros geminata (R.Br.) F.Muell.
- Diospyros humilis (R.Br.) F.Muell.
- Diospyros littorea (R.Br.) Kosterm.
- Diospyros nigrescens (Dalzell) C.J.Saldanha
- Diospyros salomonensis (Bakh.) Kosterm.
- Ebenoxylum verum Lour.
- Ebenus compacta (R.Br.) Kuntze
- Ebenus geminata (R.Br.) Kuntze
- Ebenus hemicyclodes (F.Muell. ex Benth.) Kuntze
- Ebenus humilis (R.Br.) Kuntze
- Ebenus lamponga (Miq.) Kuntze
- Ebenus laurina (R.Br.) Kuntze
- Ebenus nigrescens (Dalzell) Kuntze
- Ebenus obovata (R.Br.) Kuntze
- Ebenus reticulata (R.Br.) Kuntze
- Ferreola buxifolia (Rottb.) Roxb.
- Ferreola ebenus Stokes
- Ferreola guineensis Schumach. & Thonn.
- Maba angustifolia Miq.
- Maba buxifolia (Rottb.) Pers.
- Maba buxifolia (Rottb.) Juss.
- Maba caningiana A. DC.
- Maba compacta R.Br.
- Maba cumingiana A.DC.
- Maba diffusa Hiern
- Maba ebenoxylon G.Don
- Maba ebenus Wight
- Maba ferrea (Willd.) Aubrév.
- Maba geminata R.Br.
- Maba guineensis A.DC.
- Maba hemicycloides F.Muell. ex Benth.
- Maba humilis R.Br.
- Maba interstans F.Muell.
- Maba lamponga Miq.
- Maba laurina R.Br.
- Maba littorea R.Br.
- Maba neilgherrensis A. DC.
- Maba nigrescens Dalzell
- Maba obovata R.Br.
- Maba papuana Hiern
- Maba reticulata R.Br.
- Maba rosea Montrouz.
- Maba secundiflora Hutch.
- Maba smeathmannii A.DC.
- Maba vacciniifolia Benth.[5]